# Kittel
Pour les articles homonymes, voir Kittel (homonymie).
Le kittel (« tunique », en yiddish, transcrit קיטל en hébreu) ou sargenes ([sargeniz] -cf. français serge-, transcrit שרגניז en hébreu médiéval) est une tunique blanche utilisée par les hommes juifs sous la houppa, lors de fêtes solennelles, et occasionnellement en guise de takhrikhin pour les enterrements.
Elle se compose d'une longue toge flottante à manches larges et à col attaché sur le devant, d'une ceinture de même matière, avec une kippa assortie.

## Lekitteldans les sources juives
Jérémie, dans son ultime testament, a ordonné qu'on l'enterrât dans un vêtement blanc avec des bordures, celui-là même qu'il avait l'habitude de porter de son vivant.
Le marié, la mariée et les filles à marier étaient vêtus de blanc. Une robe blanche était généralement considérée comme un vêtement de joie. Confiants dans la volonté de Dieu de pardonner lors de Roch Hachana, le jour du jugement, les fidèles s'habillaient de blanc. Le jour de Yom Kipour, la robe blanche est le symbole de la pureté angélique qu'atteindra le fidèle lorsqu'il sera finalement absous et pardonné.
Le sargenes en tant que linceul est mentionné pour la première fois par le rabbin Eleazar de Worms dans son Ha-Rokéah[Quoi ?], et par le rabbin Meïr de Rothenburg dans ses Haggahot[Quoi ?]. Et il reste utilisé à travers le monde par tous les juifs orthodoxes. Maïmonide le mentionne dans son Yad comme un rappel de la mort.
R. Yom-Tov Lipman Heller (1579-1654), dans son Lehem Ḥamoudot sur Asheri, Halakhot Ḳeṭannot[Quoi ?], fait allusion aux reliques du martyr Salomon Molkho, apportées de Ratisbonne à la synagogue Phinehas de Prague ; ils consistaient en « un Arba' Kanfot de soie jaune avec des franges de soie jaune, deux drapeaux et un sargenes appelé kittel » ; (« sargenes» est le terme qu'on utilisait dans l'Ouest de l'Allemagne, « kittel » plus à l'est ; le vêtement est maintenant connu dans l'Est de l'Europe par le dernier nom, le premier étant presque oublié). Au cours du XVe siècle celles qui se mariaient revêtaient le sargenes avant que le voile leur fût placé sur le visage avant la cérémonie nuptiale. À l'heure actuelle l'hôte porte le kittel comme un symbole de liberté pour la cérémonie du Seder la veille de la Pâque ; c'est également le cas des membres de la communauté le jour de Yom Kippour, ainsi que du hazzan au service moussaf de Chemini Atseret et au moussaf du premier jour de la Pâque (Pessa'h).

## Source
- Cet article contient des extraits de l'article « Sargenes » par Kaufmann Kohler & Juda David Eisenstein de la Jewish Encyclopedia de 1901–1906 dont le contenu se trouve dans le domaine public.